# Оксид міді(I)
Окси́д мі́ді(I), Купрум(I) оксид — неорганічна бінарна сполука складу Cu2O. За звичайних умов є ортогональними кристалами темно-червоного кольору. Проявляє слабкі амфотерні властивості. Застосовується у виробництві пігментів.

## Поширення у природі

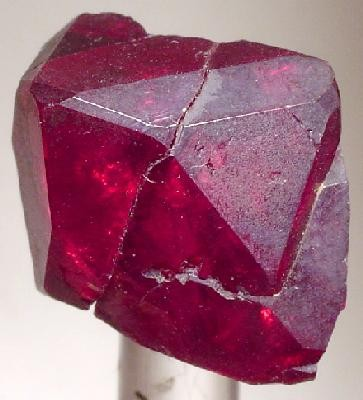
Куприт

У природі оксид міді зустрічається у вигляді мінералу куприту, який містить до 88,82% Cu2O.

## Отримання
В лабораторних умовах оксид міді синтезують дією лугів на солі міді(II) із подальшим відновленням (наприклад, глюкозою або гідроксиламіном). В результаті реакції випадає жовтий осад гідроксиду міді(I), який розкладається при тривалому кип'ятінні:
{\displaystyle \mathrm {CuSO_{4}+2NaOH\longrightarrow Cu(OH)_{2}+Na_{2}SO_{4}} }
{\displaystyle \mathrm {2Cu(OH)_{2}+C_{6}H_{12}O_{6}\longrightarrow Cu_{2}O+H_{2}O+C_{6}H_{12}O_{7}} }

## Хімічні властивості
Оксид міді(I) окиснюється при нагріванні до 1025 °C з утворенням оксиду CuO, а при підвищенні температури розкладається з утворенням простих речовин:
{\displaystyle \mathrm {2Cu_{2}O+O_{2}{\xrightarrow {1025^{o}C}}4CuO+2O_{2}} }
{\displaystyle \mathrm {2Cu_{2}O{\xrightarrow {>1050^{o}C}}4Cu+O_{2}} }
На вологому повітрі Cu2O поступово окиснюється до гідроксиду міді(II):
{\displaystyle \mathrm {2Cu_{2}O+O_{2}+4H_{2}O\longrightarrow 4Cu(OH)_{2}} }
Cu2O реагує із кислотами:
{\displaystyle \mathrm {Cu_{2}O+HCl\longrightarrow 2CuCl\downarrow +H_{2}O} }
{\displaystyle \mathrm {Cu_{2}O+4HCl_{(conc.)}\longrightarrow 2H[CuCl_{2}]+H_{2}O} }
{\displaystyle \mathrm {Cu_{2}O+H_{2}SO_{4}\longrightarrow CuSO_{4}+Cu\downarrow +H_{2}O} }
Так само він взаємодіє із основами, проявляючи слабкі амфотерні властивості:
{\displaystyle \mathrm {Cu_{2}O+2NaOH+H_{2}O\leftrightarrows 2Na[Cu(OH)_{2}]} }
{\displaystyle \mathrm {Cu_{2}O+4NH_{4}OH(conc.)\longrightarrow 2[Cu(NH_{3})_{2}]OH+3H_{2}O} }
У вищенаведених сполуках атом Купруму перебуває у ролі комплексоутворювача, координуючи довкола себе 2 ліганди.
При нагріванні оксид міді легко відновлюється до металу під дією водню, оксиду вуглецю, активних металів:
{\displaystyle \mathrm {Cu_{2}O+H_{2}{\xrightarrow {>250^{o}C}}2Cu+H_{2}O} }
{\displaystyle \mathrm {Cu_{2}O+CO{\xrightarrow {250-300^{o}C}}2Cu+CO_{2}} }
{\displaystyle \mathrm {3Cu_{2}O+Al{\xrightarrow {1000^{o}C}}6Cu+Al_{2}O_{3}} }
При прокалюванні оксиду міді з сіркою (або з тіосульфатами чи полісульфатами лужних металів) в атмосфері водню утворюється чорно-синій сульфід міді(I):
{\displaystyle \mathrm {2Cu_{2}O+S{\xrightarrow {600^{o}C}}2Cu_{2}S+SO_{2}} }

## Застосування
Оксид міді(I) використовується у виробництві пігментів для потреб скляної та керамічної промисловостей. З металевої міді та оксиду виготовляють випрямлячі. 